# شهيدة الباز
شهيدة الباز ( (بالعربية: شهيدة الباز) ؛ 2 نوفمبر 1938 - 21 أكتوبر 2021) ناشطة نسوية مصرية ألفت العديد من الكتب حول قضايا المرأة العربية.  شغل الباز منصب المدير العام لمركز البحوث العربية والأفريقية في القاهرة، مصر.   كانت عضوًا في الجمعية العامة المؤسسة للجمعية العربية لعلم الاجتماع،  واللجنة التنفيذية لمجلس تنمية أبحاث العلوم الاجتماعية في إفريقيا (CODESRIA) بين عامي 2008 و 2011.
حصلت الباز على درجة الدكتوراه. من قسم الاقتصاد والسياسة، كلية الدراسات الشرقية والأفريقية، جامعة لندن، المملكة المتحدة.  كان الباز خبيرًا في التنمية،  المجتمع المدني،  قضايا النوع الاجتماعي،  الفقر، الأطفال في الظروف الصعبة، وسياسات العولمة.  قام الباز بتأليف وبحث العديد من الموضوعات المتعلقة بتشكيل المجموعات النسائية في مصر،  عمليات التحول الديمقراطي، وتأثير العقوبات الاقتصادية وبرامج تطوير التكيف الهيكلي على الوضع الاجتماعي والاقتصادي للمصريين.  
التقى الباز بآرشي مافيجي عندما كان رئيسًا لبرنامج دراسات التنمية العمرانية والعمل في المعهد الدولي للدراسات الاجتماعية في هولندا بين عامي 1972 و 1975. تزوج مافيجي من شهيدة الباز عام 1977. كان لديهم ابنة، دانا.   :51كان على مافيج أن يعتنق الإسلام قبل زواجهما لأن الباز كان مسلما. :59يذكر الباز أن مافي كان يقرأ في دراسته يوم 6 أكتوبر 1981 عندما اغتيل السادات. وهتف الباز وهو يشاهد اخبار التلفزيون "اصيب ارشي السادات"! بعد أن سأل مافيجي "هل مات؟" وسمع ردًا بالإيجاب، فتح زجاجة شمبانيا ليصنع نخبًا. :65